# 암영대

USGS에서 그린 지구의 암영대 위치 지도

지진 암영대(暗影帶, Shadow zone)는 지구 표면에서 지진계가 P파 및 S파를 직접 감지할 수 없는 지역이다. 이는 지구 표면 내부에 액체 층이나 구조물이 있기 때문이다. 가장 잘 알려진 음영대는 핵-맨틀 경계에서 P파가 굴절되고 S파가 액체 외핵에서 멈춰서 만들어지는 음영대이다. 그러나 모든 액체 경계 또는 물체가 음영대를 생성할 수 있다. 예를 들어, 충분히 높은 용융 비율을 가진 마그마 저장소는 지진 음영대를 생성할 수 있다.

## 배경
지구는 지각, 맨틀, 내핵, 외핵과 같은 다양한 구조로 이루어져 있다. 지각, 맨틀, 내핵은 일반적으로 고체이지만 외핵은 완전히 액체이다. 액체 외핵은 1906년 지질학자 리처드 올덤이 처음으로 밝혀냈다. 올덤은 다양한 지진의 지진계 기록을 관찰하고 일부 지진 관측소에서 직접적인 S파를 기록하지 않는다는 것을 발견했는데, 특히 지진의 진원에서 120° 떨어진 곳에서 그러했다.
1913년, 베노 구텐베르크는 핵-맨틀 경계에서 P파의 지진 속도가 급격하게 변하고 S파가 사라지는 것을 발견했다. 구텐베르크는 이를 고체 맨틀과 액체 외핵 때문이라고 보았고, 이를 구텐베르크 불연속면이라고 불렀다.

## 지진파의 속성
지구 내부의 액체 층 및 구조물을 식별하는 데 주요 관측 제약은 지진학에서 온다. 지진이 발생하면 지진파는 지진의 진원에서 구형으로 방사된다. 두 가지 유형의 실체파가 지구를 통과한다. 각각 일차 지진파(P파)와 이차 지진파(S파)이다. P파는 파동이 전파되는 방향과 같은 방향으로 움직이며, S파는 파동 전파에 수직(횡방향)으로 움직인다.
P파는 지구의 액체 외핵의 영향으로 굴절되어 진원에서 104°에서 140° 사이(대략 11,570에서 15,570 km)에서는 감지되지 않는다. 이는 스넬의 법칙에 따른 것으로, 지진파가 경계를 만나면 굴절하거나 반사한다. 이 경우 P파는 밀도 차이로 인해 굴절되어 속도가 크게 감소한다. 이를 P파 암영대라고 한다.
S파는 액체 외핵을 통과할 수 없으며, 진앙에서 104° 이상(대략 11,570 km) 떨어진 곳에서는 감지되지 않는다. 이를 S파 암영대라고 한다. 그러나 외핵을 통과하여 굴절된 P파(PKP파)는 암영대 내에서 감지될 수 있다. 또한, 외핵에 진입할 때 P파로 굴절되었다가 외핵을 벗어날 때 S파로 굴절되는 S파(SKS파)도 암영대에서 감지될 수 있다.
이러한 현상은 P파와 S파의 속도가 각각의 경우에서 서로 다른 물질적 특성과 다른 수학적 관계에 의해 결정되기 때문이다. 세 가지 특성은 압축률 ({\displaystyle k}), 밀도 ({\displaystyle p}), 뻣뻣함 ({\displaystyle u})이다.
P파 속도는 다음과 같다.
{\displaystyle {\sqrt {(k+{\tfrac {4}{3}}u)/p}}}
S파 속도는 다음과 같다.
{\displaystyle {\sqrt {u/p}}}
S파 속도는 통과하는 물질의 강성에 전적으로 의존한다. 액체는 강성이 0이므로, 액체를 통과할 때 S파 속도는 0이 된다. 전반적으로 S파는 전단파이며, 층밀림 변형력은 액체에서 발생할 수 없는 변형의 한 유형이다. 반대로 P파는 압축파이며 강성에 부분적으로만 의존한다. P파는 액체를 통과할 때에도 여전히 어느 정도의 속도를 유지한다(크게 감소할 수 있음).

## 다른 관측 및 시사점
핵-맨틀 경계가 가장 큰 암영대를 이루지만, 마그마체와 같은 작은 구조물도 암영대를 만들 수 있다. 예를 들어, 1981년 팔 에이나르손은 아이슬란드 북동부의 크라플라산 칼데라에서 지진 조사를 수행했다. 이 연구에서 에이나르손은 칼데라 위에 조밀한 지진계를 나라히 배열해 설치하고 발생한 지진을 기록했다. 그 결과 지진기록은 S파의 부재 및 작은 S파 진폭을 보였다. 에이나르손은 이러한 결과를 마그마 저장소에 기인한다고 보았다. 이 경우 마그마 저장소는 S파에 직접적인 영향을 줄 만큼 충분한 용융률을 가지고 있다. S파가 기록되지 않는 지역에서는 S파가 충분한 액체를 만나서 고체 입자가 접촉하지 않는다. 매우 감쇠된(작은 진폭) S파가 있는 지역에서는 여전히 용융 비율이 있지만, S파가 마그마 저장소의 일부를 통과할 수 있을 만큼 충분한 고체 입자가 접촉하고 있다.
2014년에서 2018년 사이에 대만의 지구물리학자 린청훙은 대만의 다툰 화산군 아래에 있는 마그마 저장소를 조사했다. 린의 연구팀은 다툰 화산군 위 또는 근처의 깊은 지진과 지진계를 사용하여 P파 및 S파 파형의 변화를 식별했다. 그 결과 P파 지연과 여러 위치에서 S파의 부재를 보였다. 린은 이 발견이 최소 40% 용융된 마그마 저장소가 S파 암영대를 드리우기 때문이라고 보았다. 그러나 최근 국립중정대학교에서 수행된 연구는 조밀한 지진계 배열을 사용했으며 마그마 저장소와 관련된 S파 감쇠만을 발견했다. 이 연구는 린이 관찰한 S파 암영대의 원인을 조사했으며, 이를 필리핀해판 아래의 마그마 상승류 때문이라고 보았다. 비록 마그마 저장소는 아니었지만, S파 암영대를 유발할 만큼 충분한 용융물/액체를 가진 구조가 여전히 존재했다.
암영대, 특히 S파 암영대의 존재는 전 세계 화산의 분출 가능성에 영향을 미칠 수 있다. 화산이 유변학적 잠금(화산이 분출 가능한지 아닌지를 결정하는 결정체 비율) 아래로 내려갈 만큼 충분한 용융 비율을 가지면 화산이 분출 가능하게 된다. 화산의 용융 비율을 결정하는 것은 예측 모델링과 현재 및 미래의 위험 평가에 도움이 될 수 있다. 이탈리아의 활성 분출 화산인 에트나산에 대한 2021년 연구에서는 마그마 챔버 위에 수신기가 위치한 곳에 따라 일부 지역에서는 S파가 부재하고 다른 지역에서는 S파가 크게 감쇠되는 것을 보였다. 이전인 2014년에는 2014년 12월 28일 분출을 유도하는 메커니즘을 모델링하기 위한 연구가 수행되었다. 이 연구는 30%에서 70% 용융 상태에서 분출이 촉발될 수 있음을 보여주었다.

## 같이 보기
- 지진파
- 광선 추적 (물리학)
- P파
- S파
- 스넬의 법칙
- 지구의 구조
- 핵-맨틀 경계